# 연무고등학교
연무고등학교(鍊武高等學校)는 대한민국 충청남도 논산시 연무읍 동산리에 있는 사립 고등학교이다.

## 학교 연혁
- 1975년 1월 1일 : 신연식 이사장 취임
- 1975년 11월 24일 : 연무여자고등학교 설립인가
- 1976년 3월 1일 : 육범수 초대 교장 취임
- 1976년 3월 5일 : 연무여자고등학교 개교
- 1977년 11월 1일 : 12학급 편성인가
- 1979년 1월 10일 : 제1회 졸업식 거행
- 1982년 6월 30일 : 연무고등학교 교명 변경 인가
- 1992년 8월 5일 : 18학급 편성인가
- 2019년 3월 1일 : 제8대 박용진 교장 취임
- 2022년 3월 1일 : 제3대 구성모 이사장 취임
- 2024년 1월 5일 : 제46회 졸업식 거행 (125명, 누계 11,633명)
- 2024년 3월 4일 : 입학식 (남 68명, 여 55명 계 123명)

## 참고 자료
- 연무고등학교 - 한국교육학술정보원 학교알리미